# Megogo Футбол
«Мегого Футбол» — спеціалізований футбольний телеканал, який транслює Чемпіонат світу, Чемпіонат Європи, єврокубки та топові європейські чемпіонати.

## Історія

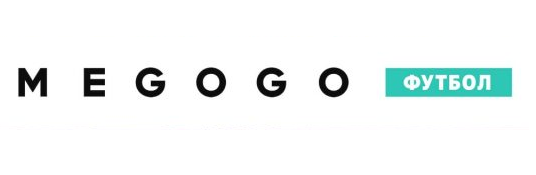
Перший логотип каналу Megogo Футбол

Канал розпочав трансляцію 14 січня 2019 року о 00:00 за київським часом. До цього, у сезоні 2017/18 рр. український відеосервіс Megogo отримав права на трансляцію трьох європейських чемпіонатів на території України — Бундесліги, Ліги 1 та Серії А, які виходили у мережу як онлайн-трансляція (без прив'язки до каналу, з коментуванням українською власними силами деяких матчів). З 2019 р. відеосервіс перейшов на трансляцію матчів з винятково українським коментарем. Починаючи з 2021 р., Megogo транслює найбільш популярні матчі також із сурдоперекладом.
На початку сезону 2018/19 права на показ Серії А перейшли до телеканалів Футбол. Тоді ж Megogo одержав змогу ексклюзивно транслювати іспанську Ла Лігу в Україні. У 2018 році відеосервіс запустив повноцінний розділ Футбол, який згодом було перейменовано на «Спорт». 6 квітня 2019 року Megogo отримав права на трансляцію півфіналів та фіналу Кубку Англії сезону 2018/19.
На початку сезону 2019/20 Megogo наживо транслював Суперкубки Франції та Німеччини. З грудня 2019 було реалізовано показ кубків Бельгії та Нідерландів. У сезоні 2020/21, завдяки співпраці з компанією Воля, на Megogo вперше транслювали ЛЧ та ЛЄ.
У 2021 р. сервіс переміг у тендері на показ єврокубків (Ліга Чемпіонів, Ліга Європи, Ліга Конференцій та Суперкубок УЄФА) на території України на період 2021—2024 рр. У 2024 р. Megogo зберіг ці права за собою на період 2024—2027 рр.
У 2021 р. сервіс поновив за собою ексклюзивне право транслювати Серію А на своїй платформі. У 2022 р. сервіс показував Чемпіонат світу та Лігу Націй, з 2023 р. став транслятором Прімейри-Ліги, матчів відбору на ЧЄ, матчів відбору на ЧС у Європі та Південній Америці, кубків Німеччини, Італії та Іспанії. У 2024 р. Megogo у повному обсязі транслювало чоловіче Євро, у 2025 р. — жіноче. У тому ж 2024 р. було показано усі матчі Кубку Америки.Також у 2025 р. Megogo показував усі матчі Клубного чемпіонату світу з футболу (спільно зі Суспільне Спорт), матчі збірної України у жіночій Лізі Націй.
Розширення футбольного контенту на Megogo призвело до появи лінійки з 20 каналів Megogo Футбол, серед яких активно ведуть трансляції канали Megogo Футбол Перший, Megogo Футбол Другий та Megogo Футбол Третій. З початком показу єврокубків, відеосервіс розпочав роботу над веденням передматчевих та післяматчевих студій.

## Ліцензії
- Чемпіонат світу з футболу
- Відбір до Чемпіонату світу з футболу (Європа)
- Відбір до Чемпіонату світу з футболу (Південна Америка)
- Чемпіонат Європи з футболу
- Чемпіонат Європи з футболу серед жінок
- Відбір до чемпіонату Європи з футболу
- Кубок Америки
- Ліга націй УЄФА
- Ліга чемпіонів УЄФА
- Ліга Європи УЄФА
- Ліга конференцій УЄФА
- Юнацька Ліга Чемпіонів УЄФА
- Суперкубок УЄФА
- Клубний чемпіонат світу з футболу
- Серія А
- Ла Ліга
- Сегунда
- Ліга 1
- Ліга 2
- Прімейра-ліга
- Кубок Італії
- Кубок Іспанії
- Кубок Німеччини
- Кубок Франції
- Суперкубок Італії